# Vol UPS Airlines 1354
Le vol UPS Airlines 1354 était un vol cargo régulier entre Louisville, dans le Kentucky, et Birmingham, en Alabama. Le 14 août 2013, l'Airbus A300-600 effectuant cette liaison s'est écrasé et a pris feu peu avant la piste d'atterrissage de l'aéroport international de Birmingham-Shuttlesworth. Les deux pilotes, les seules personnes présentes à bord de l'avion, ont péri lors de l'accident.
Il s'agit du deuxième accident aérien mortel impliquant un appareil d'UPS Airlines, après celui du vol 6 survenu en septembre 2010.

## Avion et équipage

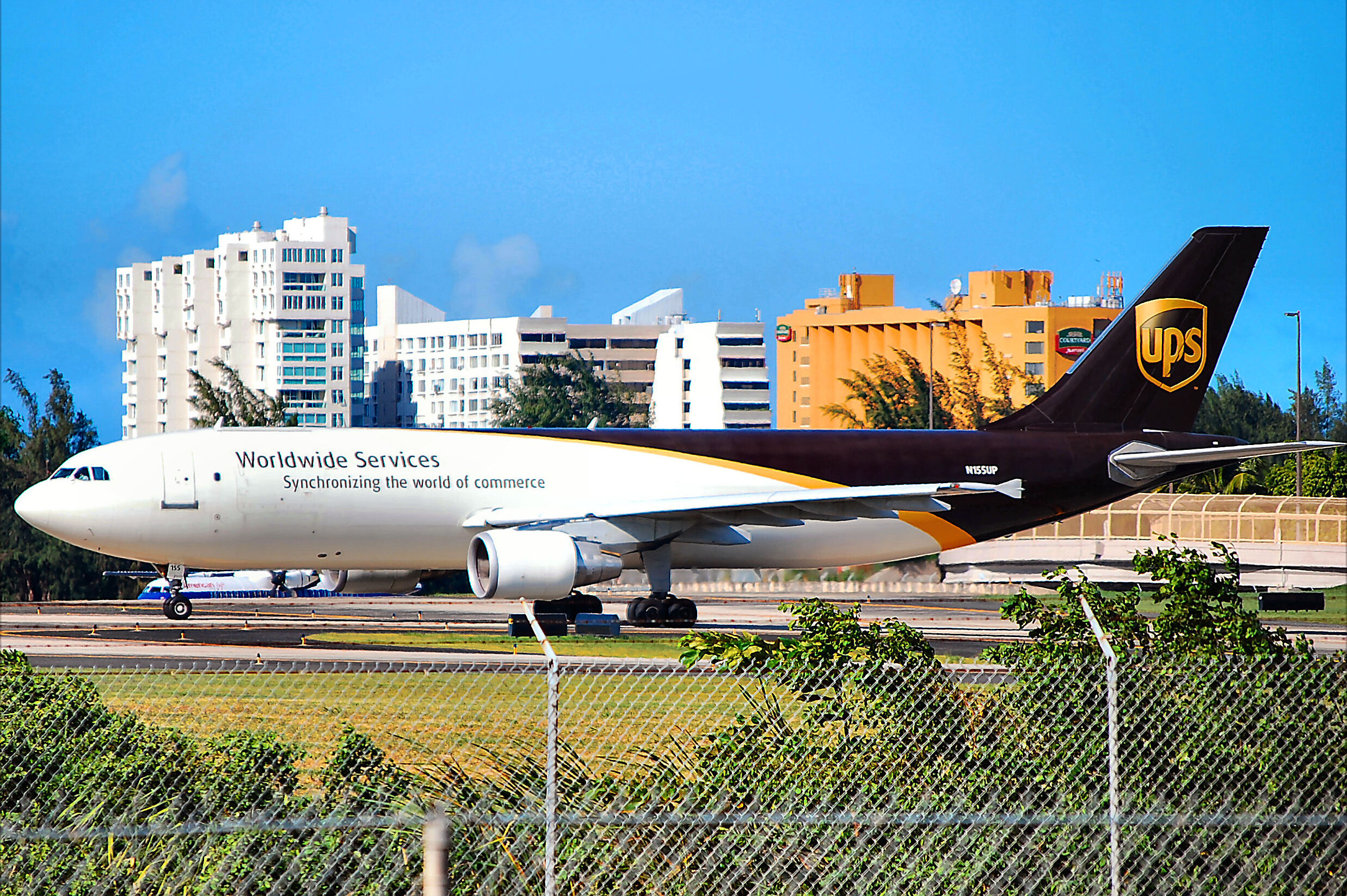
N155UP, l'appareil impliqué dans l'accident, ici à l'aéroport international Luis-Muñoz-Marín de Porto Rico en octobre 2009.

L'appareil impliqué est un Airbus A300F4-622R âgé de 10 ans, immatriculé N155UP (numéro de série 841), équipé de deux moteurs Pratt & Whitney PW4000, construit en 2003 et réceptionné à sa sortie d'usine par UPS Airlines en février 2004. Au moment de l'accident, cet appareil totalisait environ 11 000 heures de vol, effectuées au cours de 6 800 cycles (décollage/atterrissage).
Le commandant de bord du vol 1354 est Cerea Beal Jr. (58 ans). Avant d'être embauché par UPS, il était employé chez Trans World Airlines (TWA) en tant que mécanicien navigant, puis copilote sur le Boeing 727. Il a été embauché par UPS en octobre 1990 comme mécanicien navigant sur 727, et est devenu copilote sur 727 en août 1994. À deux reprises, en 2000 et de nouveau en 2002, Beal a commencé puis s'est retiré de la formation pour passer au grade de commandant de bord sur 727. Il est passé comme copilote sur l'Airbus A300 en 2004, puis comme commandant de bord en 2009. Au moment de l'accident, il totalise 6 406 heures de vol chez UPS, dont 3 265 heures sur A300. 
La copilote est Shanda Fanning (37 ans). Elle a été embauchée par UPS en 2006 en tant que mécanicien navigant sur 727. Elle est ensuite devenue copilote sur Boeing 757 en 2007, puis est passée au Boeing 747 en 2009. Elle a commencé à piloter sur Airbus A300 en juin 2012. Au moment de l'accident, elle totalise 4 721 heures de vol, dont seulement 403 heures sur A300.

## Accident
Le vol 1354 était un vol régulier, en approche finale, au moment de l'accident. Les règles de vol à vue (VFR) de nuit prévalaient à l'aéroport international de Birmingham-Shuttlesworth, mais des conditions météorologiques de vol aux instruments variables, avec notamment un plafond à basse altitude, étaient présentes au nord de l'aéroport, sur la trajectoire d'approche de l'avion.
Un NOTAM, en vigueur au moment de l'accident, indiquait que la piste 06/24, la plus longue piste disponible à l'aéroport et celle permettant une approche de précision, serait fermée de 4 h 00 à 5 h 00. Comme l'heure d'arrivée prévue du vol était 4 h 51, seule la piste 18, plus courte et permettant seulement une approche de non-précision, était disponible pour l'équipage.
Les prévisions météorologiques à Birmingham indiquaient que le plafond nuageux bas lors de l'approche nécessitait un aéroport de dégagement, mais le répartiteur n'a pas discuté avec l'équipage du plafond bas, de l'unique option d'approche vers l'aéroport ou de la réouverture de la piste 06/24 vers 5 h 00. De plus, pendant le vol, aucune information sur la hauteur variable du plafond à l'aéroport n'a été fournie à l'équipage.
Le vol 1354 s'est écrasé vers 4 h 47 CDT (9 h 47 UTC). Il a heurté la cime de plusieurs arbres et s'est écrasé à grande vitesse sur un terrain en montée, heurtant le sol à trois reprises. Le contrôle de l'aéroport a déclaré ne pas avoir reçu d'appel de détresse provenant de l'équipage pendant les derniers instants du vol.

Site de l'accident
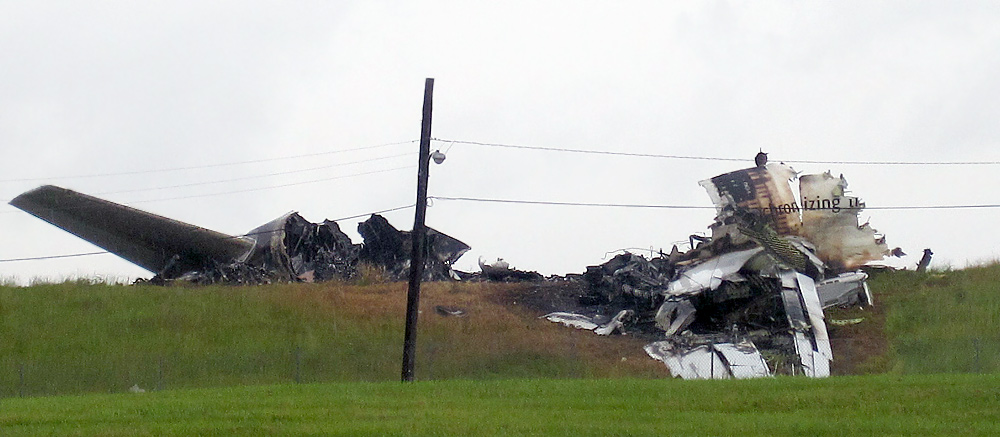
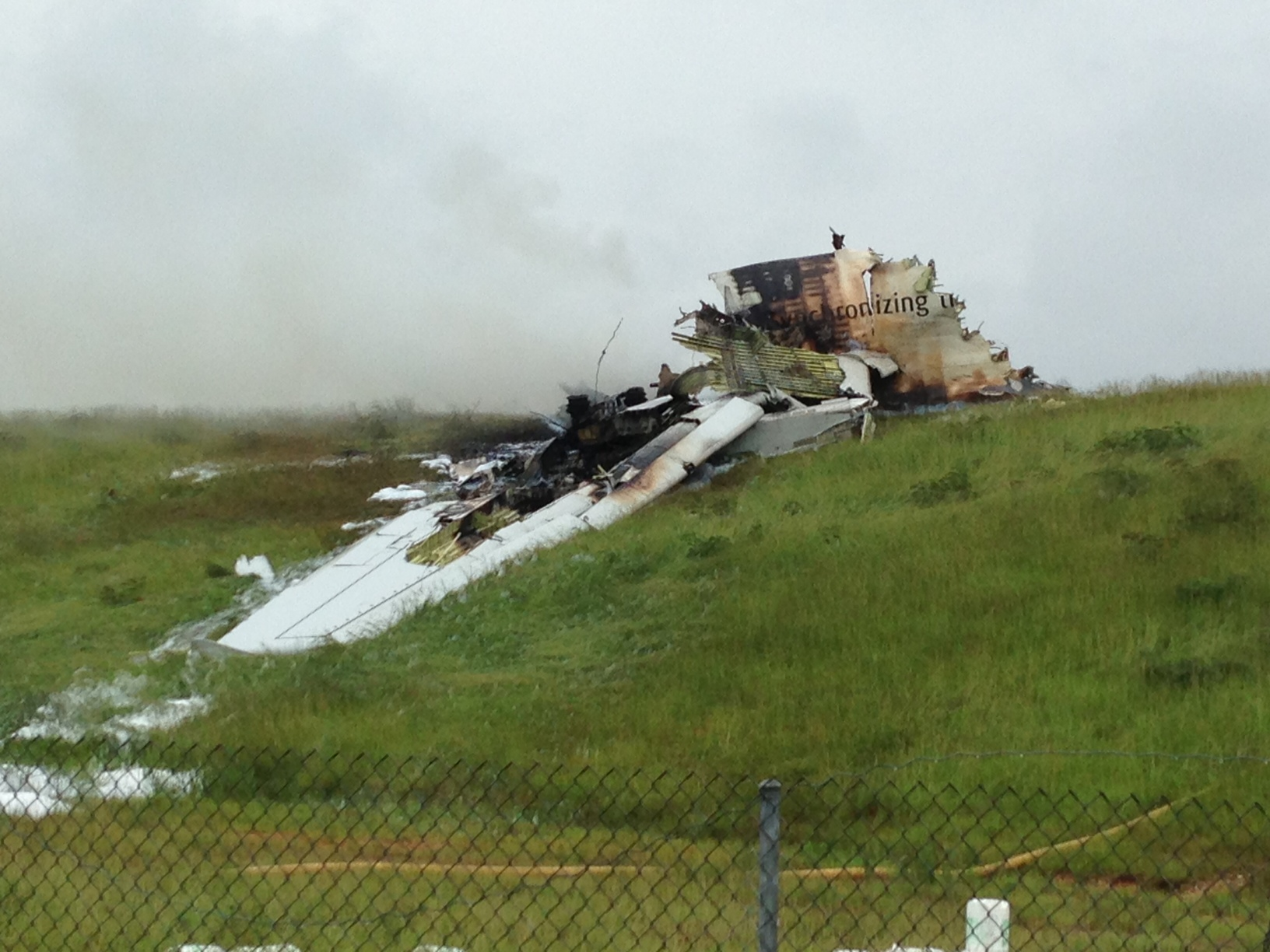
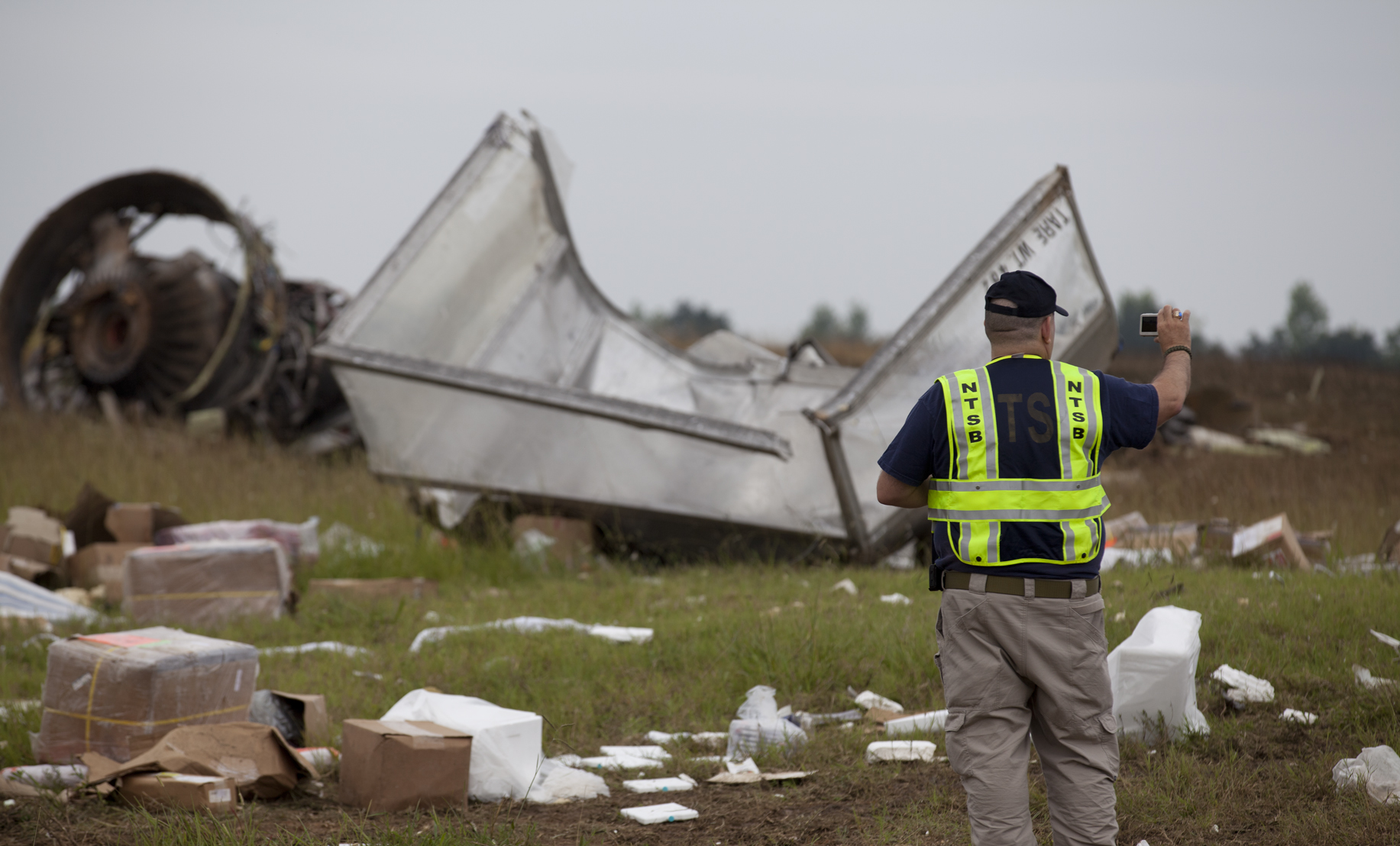
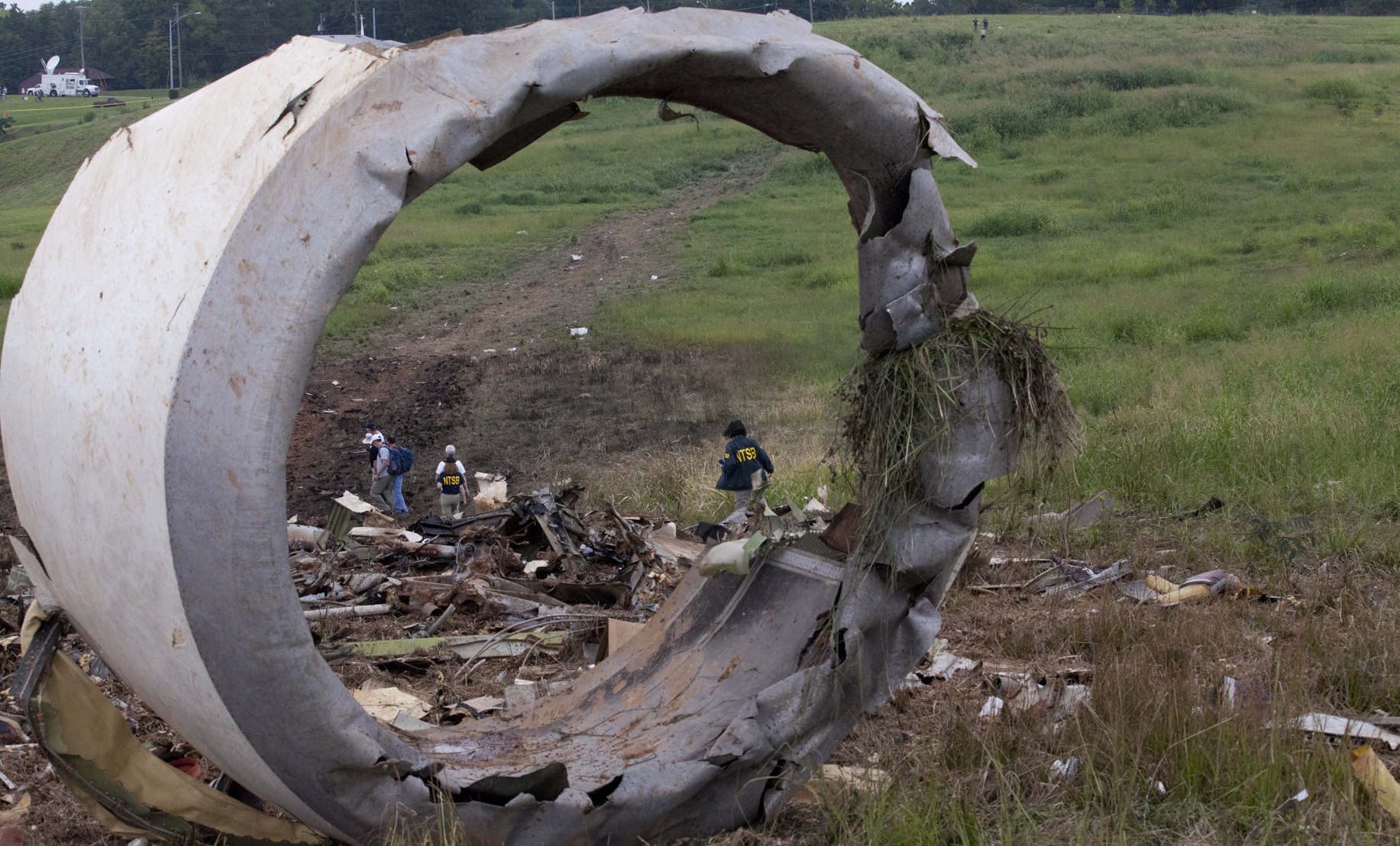

Le fuselage s'est brisé en deux parties sous la violence du choc, le cockpit et la partie avant se sont immobilisés à environ 180 m du point d'impact initial et le reste de la carlingue à environ 70 m plus bas, à environ 1 km du seuil de la piste, et la partie arrière a été soumise à une très violente explosion, suivie d'un incendie intense.
Les deux membres de l'équipage sont morts sur le coup lors de l'accident. Les corps des deux membres d'équipage ont été retrouvés, tous deux éjectés de la carlingue, à une centaine de mètres des débris du fuselage.

## Enquête
Le Conseil national de la sécurité des transports (NTSB) a ouvert une enquête et envoyé une équipe de 26 personnes sur les lieux de l'accident. L'enregistreur phonique (CVR) et l'enregistreur de paramètres (FDR) ont été récupérés le 15 août et envoyés pour analyse.

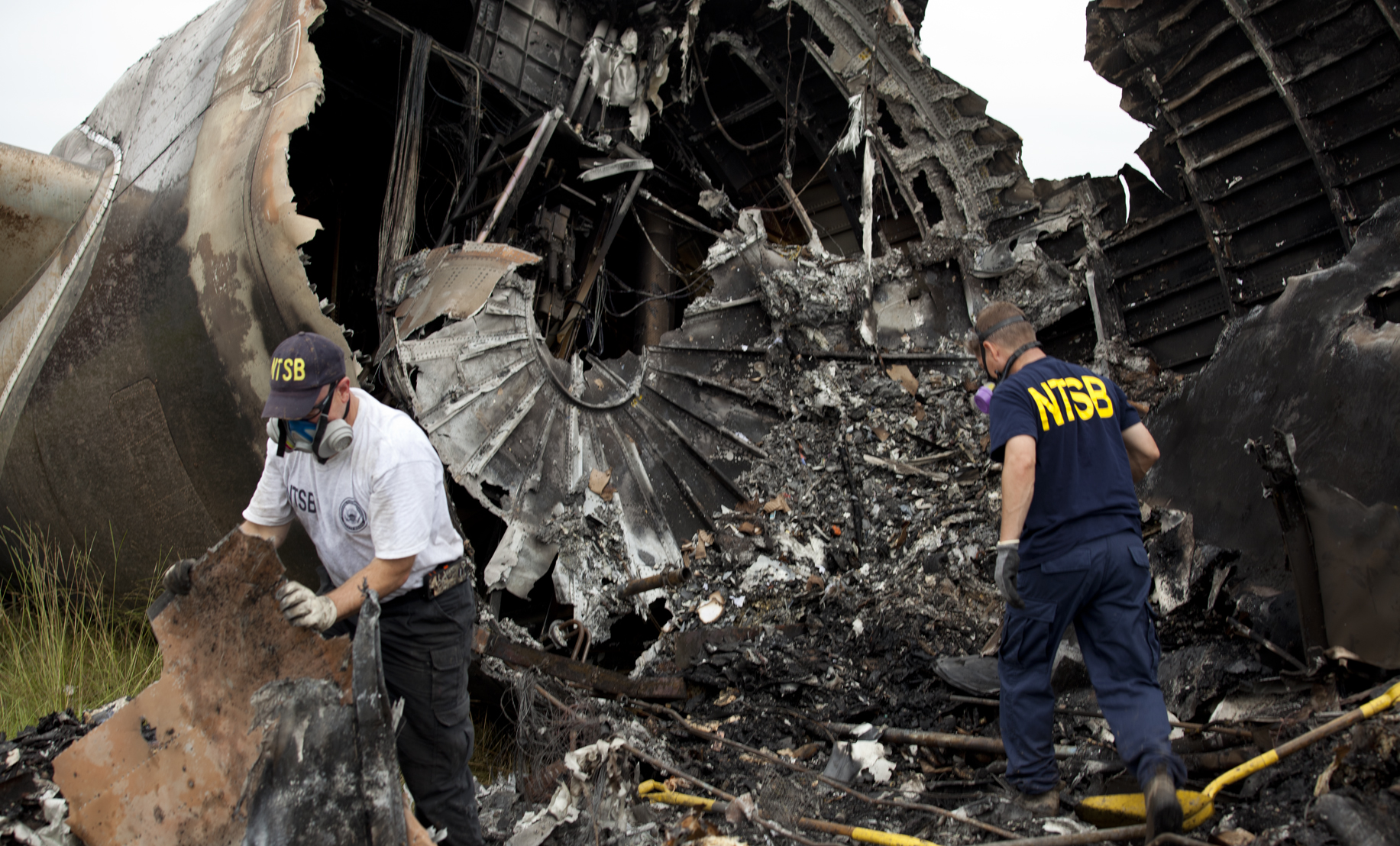
Des enquêteurs du NTSB examinant les restes de l'appareil sur le site du crash.

Lors de sa troisième conférence de presse, le 16 août 2013, le NTSB a signalé que l'équipage a briefé l'approche vers la piste 18 et a été autorisé à atterrir par le contrôle aérien deux minutes avant la fin de l'enregistrement du CVR. Seize secondes auparavant, l'avertisseur de proximité du sol (GPWS) de l'A300 a émis deux alertes « taux de chute », indiquant que l'avion descendait trop rapidement. Trois secondes plus tard, le commandant Beal a signalé avoir la piste en visuel, ce qui a été confirmé par la copilote Fanning. Le CVR a enregistré le bruit du premier impact avec les arbres trois secondes après que les pilotes ont signalé avoir aperçu la piste. Une dernière alerte a ensuite été enregistrée par le GPWS, suivie des derniers bruits d'impact.
Pour représenter le pays de fabrication de l'appareil, le Bureau d'enquêtes et d'analyses pour la sécurité de l'aviation civile (BEA), assisté de plusieurs conseillers techniques d'Airbus, a également participé à l'enquête, selon les termes de l'annexe 13 (Annexe de l'OACI). Le FBI intervient également, sur site et au-delà, en assistance du NTSB, en garantie pour la collecte des indices et des éléments matériels. Le NTSB a déclaré, fin août, qu'aucune anomalie mécanique n'avait encore été découverte, mais que l'enquête complète prendrait plusieurs mois.
Le 20 février 2014, le NTSB a tenu une audience publique dans le cadre de son enquête. Plusieurs extraits du CVR ont notamment été présentés, dans lesquels le commandant de bord et le copilote ont évoqué leur manque de sommeil avant le vol.
Le 9 septembre 2014, le NTSB a annoncé que la cause probable de cet accident est une approche non stabilisée effectuée par l'équipage à l'aéroport international de Birmingham-Shuttlesworth, au cours de laquelle il n'a pas surveillé correctement son altitude. L'avion est ensuite descendu sous l'altitude minimale de descente (MDA), alors que la piste n'était pas encore en vue, ce qui a entraîné un impact sans perte de contrôle à environ 3 300 pieds (1 000 m) du seuil de piste.
Le NTSB a également constaté que plusieurs facteurs ont contribués au crash, dont :
- l'échec de l'équipage à configurer et à vérifier correctement le système de gestion de vol (FMS) pour le bon profil d'approche.
- l'incapacité du commandant de bord à communiquer ses intentions à la copilote, une fois qu'il est devenu évident que la pente d'approche n'avait pas été capturé.
- l'équipage s'attendait à sortir des nuages à 1 000 pieds (300 m) au-dessus du sol, en raison d'informations météorologiques incomplètes transmises par l'ATC.
- l'échec de la copilote à effectuer les appels radios minimums requis durant l'approche finale.
- les dégradation des performances du commandant, probablement dues à des facteurs incluant, mais sans s'y limiter, la fatigue, la distraction ou la confusion, compatibles avec les lacunes de performance manifestées pendant la formation.
- la fatigue de la copilote, due à une perte aiguë de sommeil résultant de sa gestion inefficace des heures de repos hors service.

## Médias
L'accident a fait l'objet d'un épisode dans la série télévisée Air Crash nommé « Livraison fatale » (saison 21 - épisode 10).